# 白云鄂博铁矿
白云鄂博铁矿是位于中国内蒙古自治区中部的一座大型露天铁-稀土矿床，1927年由著名地质学家丁道衡发现。

## 地理和名称
白云鄂博位于乌兰察布草原上，北距蒙古国106公里，南距包头市市区149公里，属包头市白云鄂博矿区管辖，周围由达尔罕茂明安联合旗环绕。白云鄂博是一座海拔1783米的圆形山。
白云鄂博在蒙古语中是“富饶的祭祀地”的意思。“鄂博”就是敖包的另一种汉语音译。当地蒙古人称它为“白音博格德”，意思为“富饶的神山”。

## 矿产
白云鄂博铁矿1957年2月27日建矿，年产矿石1100万吨，职工总数6700人。
白云鄂博有世界上最大稀土矿藏。
二十一世紀以來該礦區陸續發現有張培善石、楊主明雲母、何作霖礦、氟四面体铁金云母和氟木下云母等五種新礦物。前三者先后已获國際礦物學協會的新礦物、命名和分類委員會投票通過，批准為新礦物，以中國科學家命名。

## 流行文化
- 1959年电影《草原晨曲》讲述的就是白云鄂博当地蒙古族、汉族人民在中国抗日战争时期抵制日本人开发白云鄂博，在中华人民共和国成立之后包钢成立，开发白云鄂博的故事。

## 交通
- 104省道